# Mont Lassois
Il Mont Lassois è un'importante collina situata nella città di Vix vicino a Châtillon-sur-Seine, nel nord della Côte-d'Or. Domina, a circa 100 metri di altezza, l'alta valle della Senna ed è attualmente oggetto di scavi e di scoperte archeologiche riguardanti la civiltà di Hallstatt.

## Geografia e vegetazione

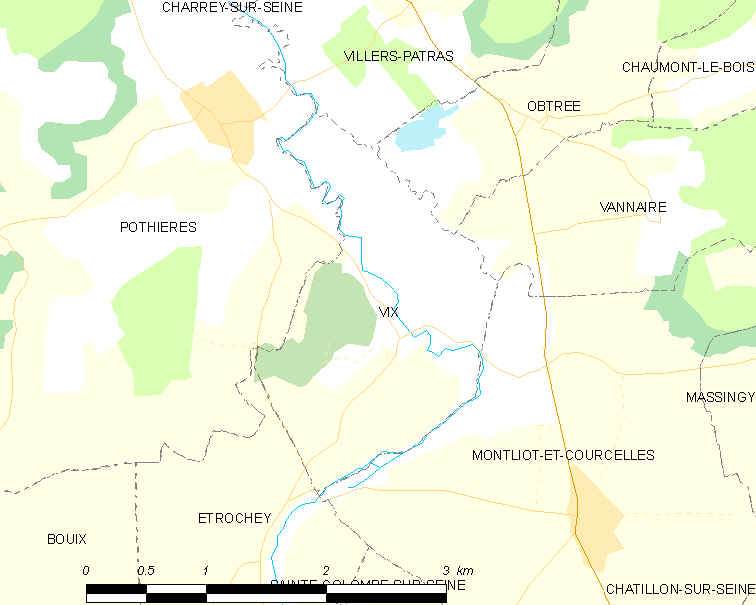
Mappa comunale

Il Mont Lassois assume la forma generale di una J orientata a sud-nord. Il suo ramo principale, dove si trova il punto più alto a 306,4 metri, è chiamato Mont Saint-Marcel e il ramo secondario, a 280 metri sul livello del mare e rivolto a est-ovest, Mont Roussillon. La chiesa di Saint-Marcel, del XII secolo, si trova all'incrocio dei due rami.
Ricoperto di boschi, la sua parte superiore offre ampie radure erbose mentre quelle inferiori sono dedicate alle colture cerealicole e foraggere. Dal 1980 è stata ripresa la coltivazione della vite, abbandonata all'inizio del XX secolo, sulle pendici con vitigni Pinot nero e Chardonnay destinati alla produzione del Crémant du Châtillonnais.

## Storia

### Oppidum del periodo celtico

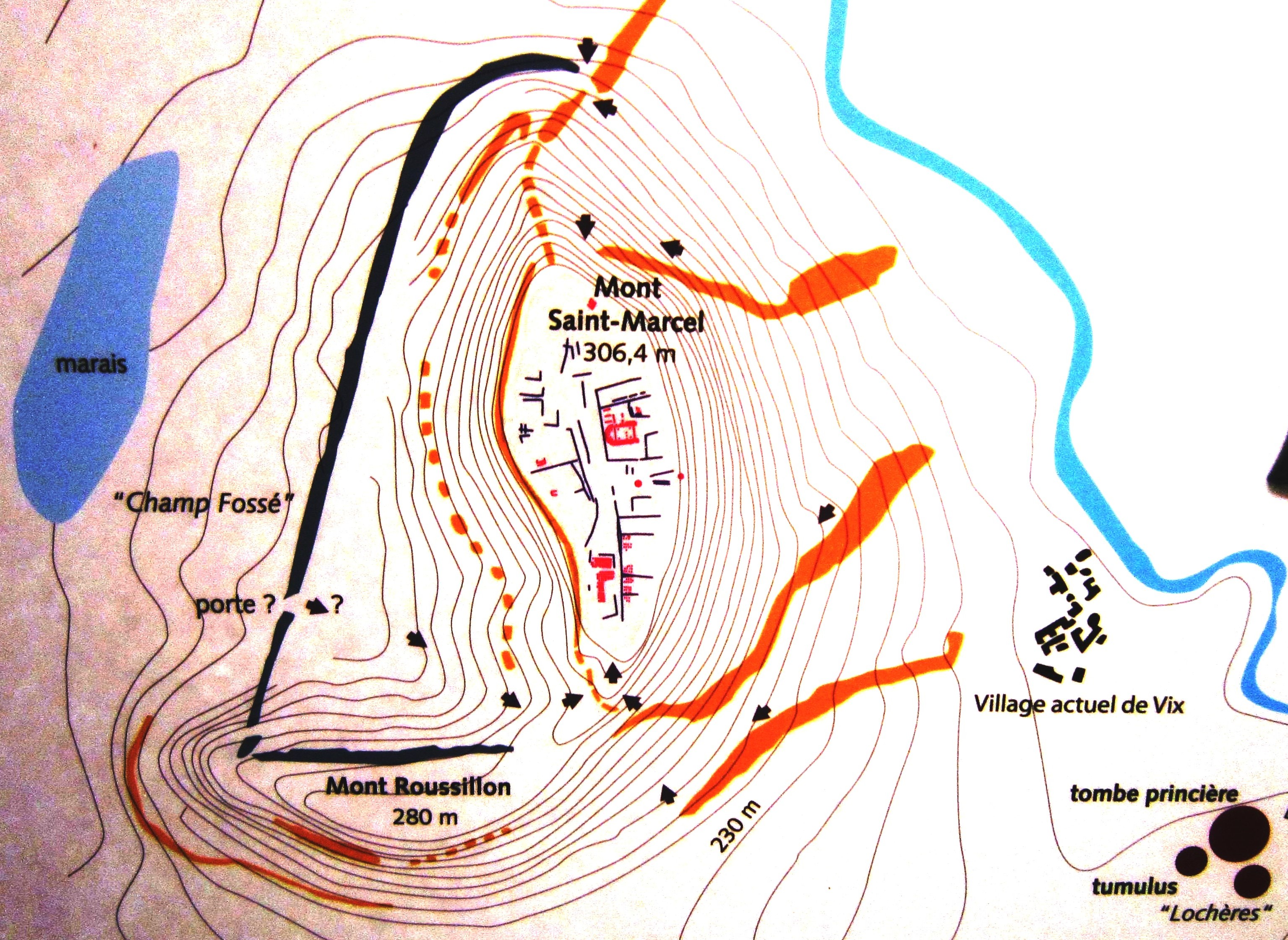
La città di Mont Lassois (Musée du Pays Châtillonnais)

Dominante il corso della Senna e occupato sin dal Neolitico, questo oppidum sembra aver controllato il traffico sull'antica via dello stagno dalla Gran Bretagna all'Italia alla fine della civiltà di Hallstatt. Il Palazzo di Vix e la città fortificata che lo circonda testimoniano questo periodo. Guidata da un'aristocrazia femminile, nel VI secolo a.C. la popolazione locale approfittò senza dubbio di questa situazione per tassare i convogli di passaggio. L'opulenza che ne deriva si rivela attraverso la ricchezza delle sepolture costruite secondo il rito funebre della tomba con carro. Tra le altre cose, un ricchissimo tumulo di Vix contiene i resti di una donna, probabilmente regina o sacerdotessa, una scoperta rivelatrice dello status delle donne nella società celtica. L'occupazione del Mont Lassois sembra quindi fosse diminuita temporaneamente a favore dello sviluppo da parte dei Lingoni di Vertillum a circa 20 km.

### Tarda antichità e periodo merovingio
Alla fine del periodo gallo-romano, l'occupazione della parte inferiore dell'oppidum e della pianura circostante, da parte di un vicus, sarebbe all'origine della riconquista del monte e della comparsa della città di Latiscum che innalza le mura hallstaziane. Secondo la tarda storia di un monaco di Pothièr, alla fine del IV secolo i Vandali di Croco, che avevano devastato le città della valle del Rodano prima di essere sconfitti davanti ad Arles, assediarono e distrussero la città che venne però rapidamente ricostruita. L'agglomerato sembra fosse stato cristianizzato molto presto, come dimostrano i frammenti decorati con motivi cristiani provenienti dalle officine gallo-romane ad Argonne. Intorno al 451, minacciato dagli Unni, vi si rifugiò Lupo di Troyes, vescovo di Troyes, e intorno al 519 vi nacque San Valentino, fondatore dell'Abbazia di Griselle. La città continuò a svilupparsi durante l'Alto Medioevo quando Latiscum divenne una città importante come testimoniano la necropoli merovingia rinvenuta vicino alla sommità e le monete merovinge e poi carolinge recanti la menzione di Lasticum.

### Periodo carolingio
In epoca carolingia si assistette ad uno spostamento dell'habitat verso il Monte Roussillon dove venne dedicato un oratorio a San Marcel nel IX secolo. Latiscum appare poi con il nome di castellum, cioè un castello al centro del castrum, borgo fortificato su un colle. Nel linguaggio volgare dell'epoca, il nome di Latiscum diventò Latss. Il Lassois è quindi un pagio e un importante arcidiaconato della diocesi di Langres che comprendeva Bar-sur-Seine e Châtillon quando il conte palatino Girart de Roussillon, fondatore dell'abbazia di Pothières a pochi chilometri di distanza e quella di Vézelay vi fece costruire un castello. Nel maggio 859, un consiglio provinciale presieduto da Rémy, arcivescovo di Lione, lo privò di tutte le sue proprietà, compresa la sua fortezza di Lassois che fu rasa al suolo. Il monte Roussillon ospitò allora un piccolo monastero dipendente dall'abbazia di Saint-Marcel-lès-Chalon che lo cedette intorno all'887 a Geilon, vescovo di Langres.

### Scomparsa
Pochi anni dopo un'incursione dei Normanni portò alla rovina del sito e il castello ducale di Châtillon divenne il centro nevralgico del Lassois che si estendeva nel 1068 a nord di Bar fino a Bourguignons. Nel 1111 o 1112 in seguito alla donazione da parte di Beatrice, moglie di Guy III di Vignory, della chiesa di Saint-Marcel presso l'abbazia di Molesme, quest'ultima la eresse come priorato sul monte Roussillon. Questo priorato di Lassois non sopravvisse al Medioevo: se il suo priore è ancora attestato nel 1227, ogni occupazione del colle sembra sia cessata nel corso del XIV secolo. Nel frattempo, dal 1163, Bar e Châtillon divennero due decanati indipendenti l'uno dall'altro.

## Chiesa di Saint-Marcel

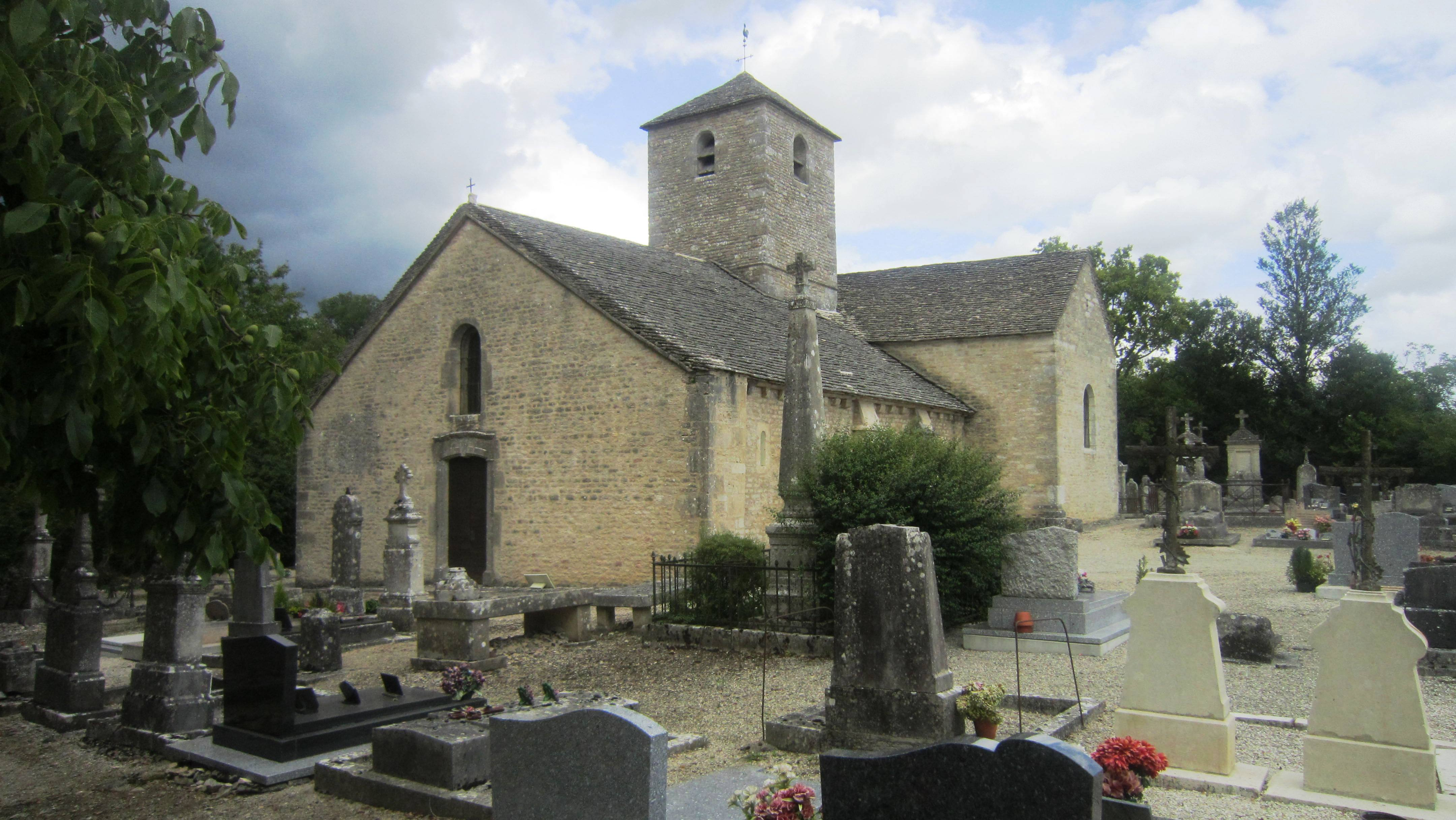
La chiesa di Saint-Marcel.

Dall'887 troviamo tracce di un'abbazia di Saint-Marcel in cima alla montagna. Nel XII secolo venne costruita una chiesa romanica al servizio dei comuni limitrofi sotto l'altopiano sommitale in un luogo chiamato Mont Roussillon. Le mura sono state in parte realizzate con il riutilizzo di sarcofagi provenienti da un vicino cimitero merovingio e uno di questi è esposto nella chiesa. Potrebbe essere stata una succedanea della cappella precedente del IX secolo.
Il campanile quadrato, che risale al XV secolo come il coro pentagonale, contiene una campana fusa nel 1824 il cui padrino fu il maresciallo Marmont. Saint-Marcel, è un testimone in ottimo stato di conservazione delle prime costruzioni in pietra ai confini settentrionali della Borgogna e della Champagne. Circondato dal suo cimitero, è attualmente accessibile da una strada abbastanza stretta e in forte pendenza da Vix.

## Scavi archeologici

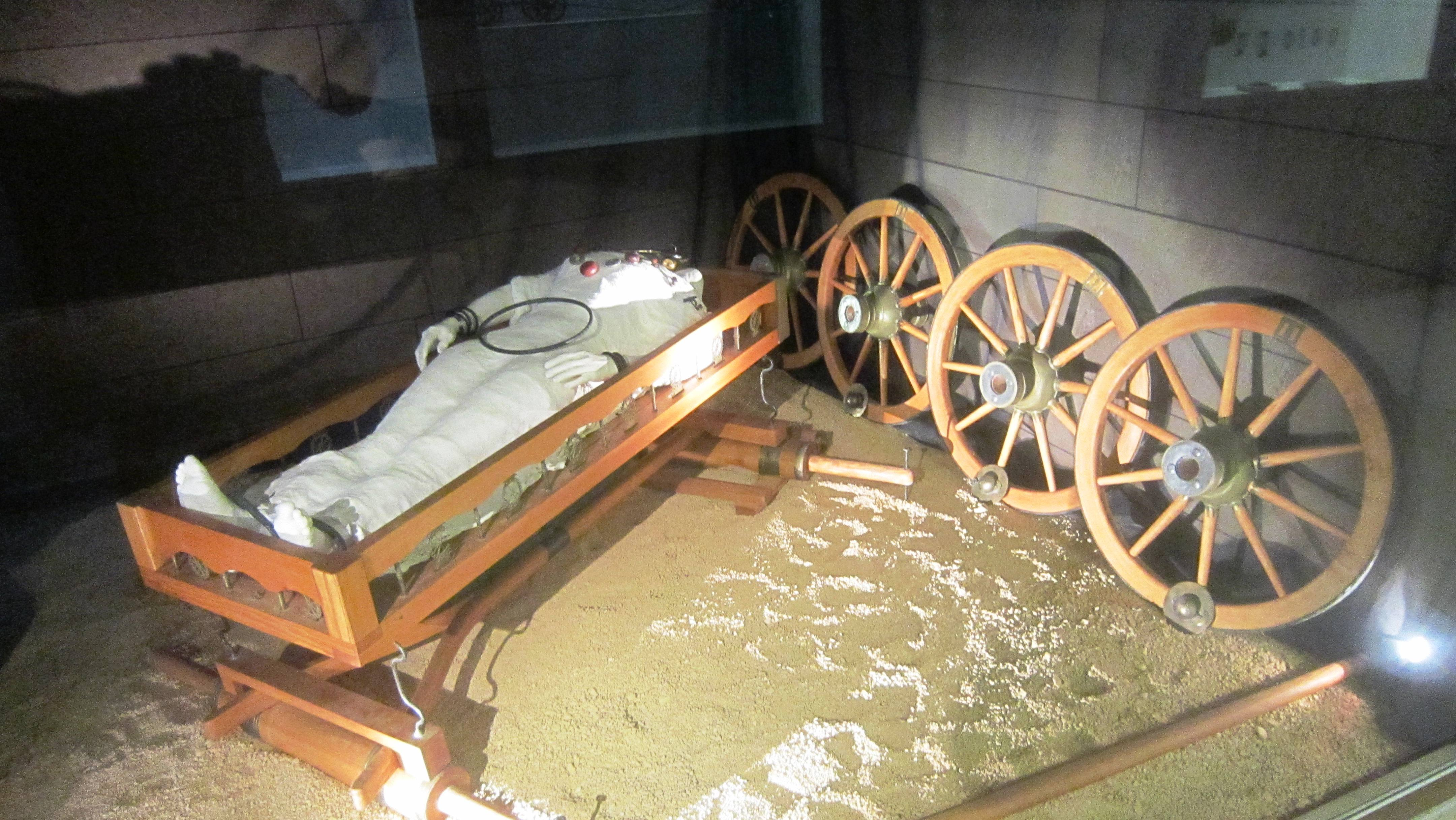
Ricostruzione della tomba di Vix, Musée du Pays Châtillonnais

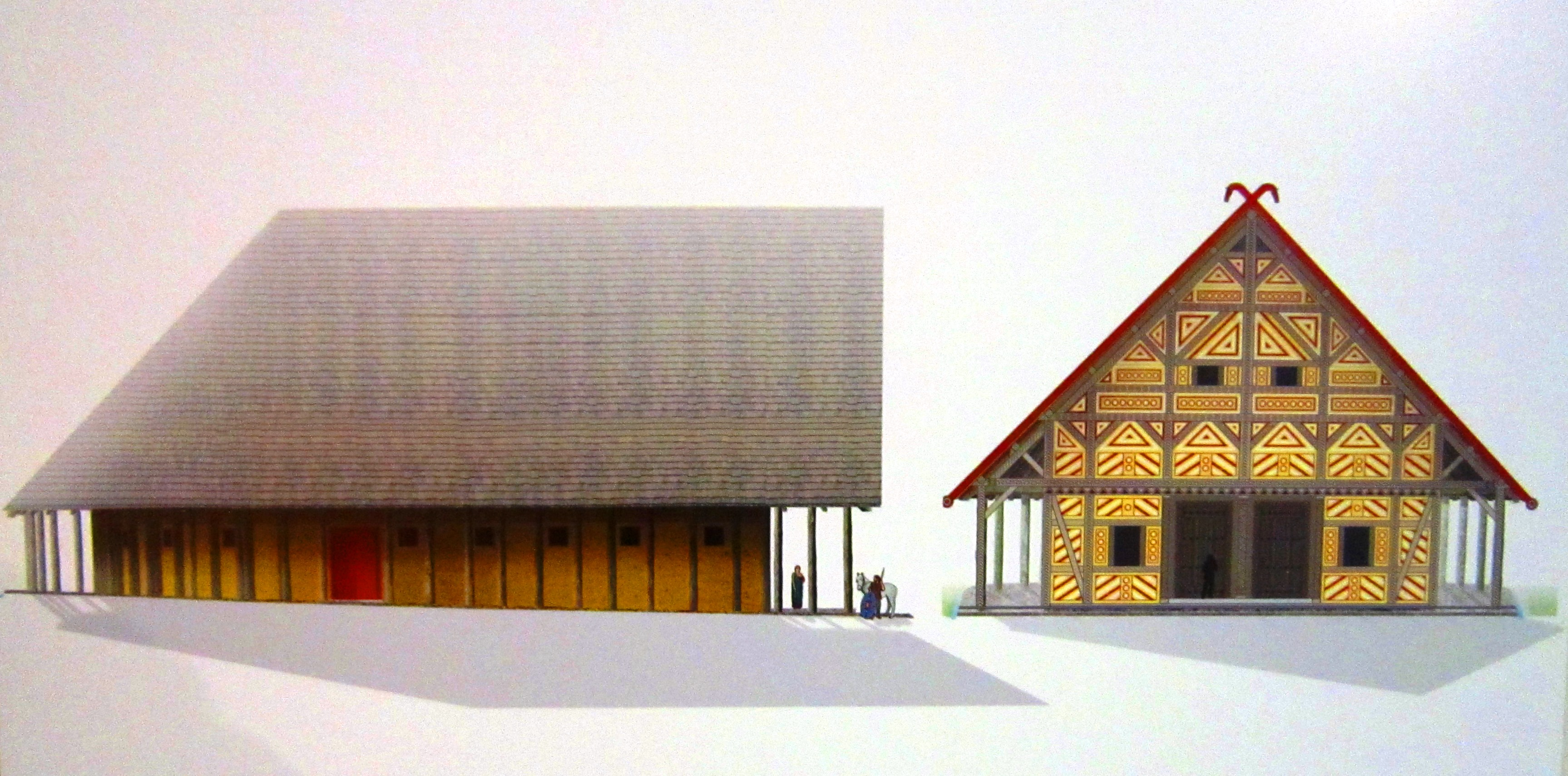
Ricostruzione del "palazzo", Museo Pays Châtillonnai

L'interruzione dell'occupazione, tra la fine degli Hallstatt e il periodo gallo-romano, lascia tracce della civiltà celtica più accessibili agli scavi che in altri luoghi in cui questi due livelli storici si sono susseguiti direttamente.
Dal XIX secolo delle tombe con carro protostoriche vennero scoperte non lontano da lì a Sainte-Colombe-sur-Seine. Una di queste fornisce un grande lebe in bronzo di origine etrusca o anatolica, conservato al Musée du Pays Châtillonnais, e altri gioielli, bracciali e orecchini d'oro, conservati al Museo Archeologico Nazionale di Saint-Germain-en-Laye. Dal 1930 gli scavi della parte centrale e inferiore del monte di Jean Lagorgette, assistito da Maurice Moisson, consentirono il recupero di materiale gallo-romano. Questi scavi vennero ripresi nel dopoguerra e nel gennaio 1953 la scoperta, in un'ansa della Senna ai piedi del monte, del Cratere di Vix e della tomba principesca di Vix da parte di Maurice Moisson e René Joffroy, aggiornò l'interesse per il potenziale sito archeologico.

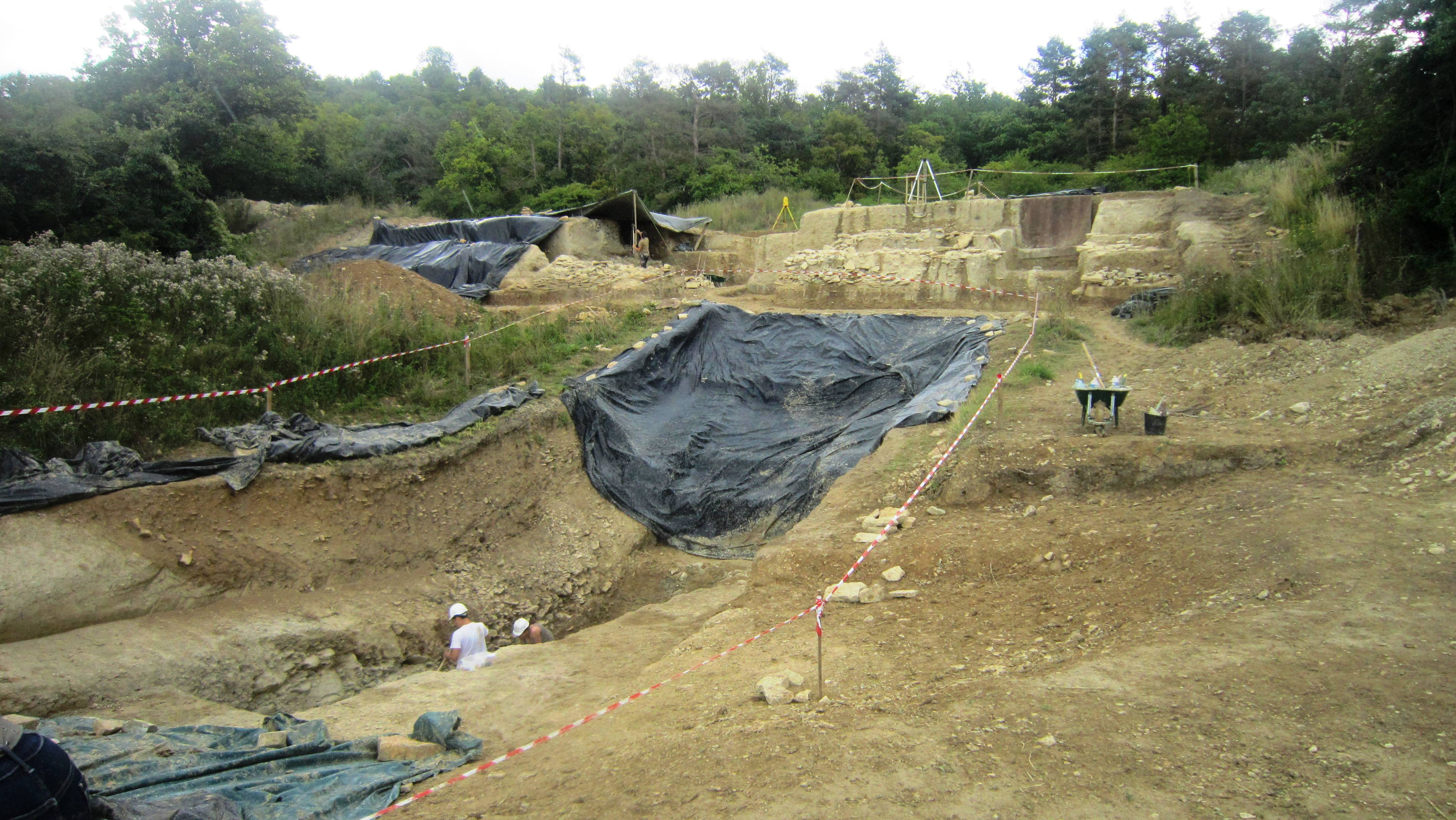
Scavi nel 2014 presso la porta occidentale del bastione.

Dal 2002 nuovi scavi sull'altopiano sommitale dell'oppidum portarono alla scoperta dei resti del palazzo di Vix, un edificio molto ampio situato in un gruppo di costruzioni paragonabili a una città, fenomeno nuovo per l'epoca nel mondo celtico. Questi scavi, effettuati ogni estate da gruppi archeologici tedeschi dell'Università di Kiel e Stoccarda), austriaci (Università di Vienna), francesi (Università della Borgogna) e svizzeri (Università di Zurigo), coordinati da Bruno Chaume, hanno reso possibile sgombrare il sito da un imponente bastione periferico che circonda la base del monte e aperto a nord verso l'alveo della Senna nonché un probabile sfruttamento agricolo in pianura, nei pressi del luogo di ritrovamento del cratere di Vix e già un santuario identificato e scavato.